# ГЕС Каноас II
ГЕС Каноас II (порт. Usina Hidrelétrica de Canoas II) – гідроелектростанція на сході Бразилії на межі штатів Сан-Паулу та Парана. Розташована між ГЕС Lucas Nogueira Garcez  (вище по течії) та ГЕС Каноас I, входить до складу каскаду на річці Паранапанема, лівій притоці Парани.
Первісний проект передбачав будівництво греблі висотою 30 метрів, проте через протести фермерів проти затоплення 150 км2 земель вирішили звести дві греблі по 15 метрів, розділивши таким чином використання природного падіння річки між станціями Canoas I та Canoas II.  Для останньої Паранапанему перекрили комбінованою бетонною та земляною греблею довжиною 736 метрів, на яку зокрема витратили 53 тис м3 бетону. Ця споруда утримує невелике (як для Паранапанеми) водосховище з площею поверхні 22,5 км2 та об’ємом 158 млн м3, в якому передбачений стабільний рівень поверхні на позначці 366 метрів НРМ (за іншими даними, можливе коливання між 365 та 366,1 метра НРМ), з підвищенням у випадку повені лише до 366,3 метри НРМ (площа поверхні збільшується до 25,7 км2). Також можливо відзначити, що основне накопичення ресурсу для регулювання роботи каскаду здійснюється у водоймах розташованих вище ГЕС Jurumirim та Chavantes.
Інтегрований у греблю машинний залу обладнали трьома бульбовими турбінами потужністю по 24 МВт, які працюють при напорі у 14,5 метрів.